# Stjärnorna visar vägen
Stjärnorna visar vägen (engelska: By Way of the Stars) är en kanadensisk-tysk äventyrsserie från 1992. Den sex timmar långa miniserien är baserad på en populär tysk barnbok som handlar om pojken Lukas Bienmanns färd från Preussen till nybyggarnas Amerika. I Sverige har serien bland annat sänts på TV4 1995.

## Rollista i urval
- Zachary Bennett – Lukas Bienmann
- Gema Zamprogna – Ursula von Knabig
- Christian Kohlund – Karl Bienmann
- Michael Mahonen – Ben Davis
- Hannes Jaenicke – Otto von Lebrecht
- Jan Rubeš - Nathan
- Dominique Sanda - Christina von Knabig
- Frances Bay - Annie Pyle
- Tantoo Cardinal - Franoise
- John Neville - Professor Billby
- R. H. Thomson - präst
- Eric Schweig - Black Thunder
- Gordon Tootoosis - Cree hövding
- Anja Kruse - Maria Bienmann
- Dietmar Schönherr - Friedrich Brunneck
- Günther Maria Halmer - Heinrich von Knabig
- Volker Lechtenbrink - Jürgen
- Toby Proctor - Franz
- Albert Millaire - Renauld
- Miroslav Donutil - Albert